# Lobophytum schoedei
Lobophytum schoedei is een zachte koraalsoort uit de familie Alcyoniidae. De koraalsoort komt uit het geslacht Lobophytum. Lobophytum schoedei werd in 1919 voor het eerst wetenschappelijk beschreven door Moser. 